# Будинок на вулиці Прорізній, 25
Будинок на вулиці Прорізній, 25 — прибутковий будинок кінця 19 століття.

## Історія
У 1880 році на ділянці по вулиці Прорізній, 25 був споруджений перший будинок за проєктом архітектора В. Ніколаєва. Будинок замовив власник садиби колезький секретар М. Кирилов. За десять років стан цегляного двоповерхового будинку виявився аварійним через осідання фундаменту, яке відбулося внаслідок несправності труби водогону, і в 1891 році будинок був розібраний. Тоді ж садибу придбав лікар, директор Олександрівської міської лікарні, громадсько-політичний діяч Микола Страдомський. У 1892 році новий проєкт житлового будинку розробив архітектор Олександр Кривошеєв. Спочатку було збудовано частину будинку, що нині має номер 25А, справа від дворового проїзду. Пізніше на місці колишнього сараю збудували триповерховий флігель, що примикає до будинку № 23.
У 1916 році у будинку було розташовано Товариство безоплатних літніх санаторних колоній для хворих дітей незаможного єврейського населення Києва. В радянський час садибу було націоналізовано і пристосовано під комунальне житло. У другій половині XX століття над триповерховим флігелем надбудовано мансарду та реконструйовано фасад для розміщення торгових вітрин. На першому поверсі у пізній радянський час був магазин взуття та художній салон.

## Опис будинку
Будинок триповерховий, цегляний, пофарбований, прямокутний. До лівого флангу будинку прибудований Г-подібний дворовий флігель.
Будинок поділяється на дві нерівні частини асиметричним прямокутним отвором проїзду на подвір'я. Праву — дев'ятивіконну, секційного типу, з парадними та чорними сходами, розташованими по центру, та ліву — чотиривіконну, з дворядним анфіладним характером внутрішнього планування на першому поверсі (призначена для торговельних приміщень). Дах двосхилий, з бляшаним покриттям. Перекриття пласкі, над проїздом цегляні склепіння на рейках.
Будинок оздоблений у цегляному стилі. В основу оздоблення будинку покладено використання модернізованих історичних деталей. Загальна архітектурна тектоніка вуличного фасаду ярусна асиметрична. Головну увагу приділено оформленню верхнього поверху, розчленованого в простінках канелюрованими лопатками. Останні розкріповують вінцевий зубчастий карниз та багатопрофільний міжповерховий гурт з опорою на своєрідні консолі. Верхи лопаток і консолей декоровано нішками з орнаментом у вигляді плетениці.
Прямокутні вікна, різні за пропорціями, згруповано попарно, окрім осі входу до дев'ятивіконної частини будинку, виділеної одновіконною розкріповкою. Її композиційну роль підкреслюють на рівні третього поверху флангові стрункі колонки, розвинена вінцева частина з аркатуркою, ошатний триступеневий аттик з двома слуховими віконцями та прилеглі бічні прясла, розчленовані вузькими здвоєними віконними прорізами. Лівий фланг фасаду завершує прямий аттик, оздоблений зубцями. Балкони, що зберегли первісні ковані грати, надають житлового характеру будинку. Лівий фланг першого поверху позбавлений архітектурного декору. Архітектура дворового фасаду максимально спрощена й базується на застосуванні міжповерхових і підвіконних гуртів. Вікна без лиштв, з лучковими клинчастими перемичками.
Будинок був зразком вдалого формування мистецького образу споруди при максимально економному застосуванні архітектурних засобів, обмежених використанням лише лицьової цегли, та відповідав високим вимогам щодо будинків, розташованих у центрі міста.

## Сучасність
Починаючи з 1990-х, орендарі приміщень першого поверху будинку змінювалися дуже часто. Тут був медичний центр імені святителя сповідника архієпископа Луки, салон штор, ТОВ «Безпека праці та середовища», магазин каменю та мінералів під назвою «Lapidarium». Рішенням Київради у 2003 році будинок перевели у категорію нежитлових. Одними з останніх орендарів торгових приміщень на першому поверсі були перукарня експрес-укладок та манікюрний салон, що працювали там до 2017 року. Починаючи з 2012 року в пресі зустрічалася інформація про різні варіанти реконструкції садиби, земля під якою вже багато років в оренді у приватної компанії з правом викупу. У 2014 році Київрада видала дозвіл на землеустрій та реставрацію будинку із пристосуванням під офісний центр з магазинами, рестораном та підземною автостоянкою. Наразі будинок прихований риштуваннями від ока перехожих: на об'єкті ведеться будівництво.